# Кукес, Юрий Матвеевич
Ю́рий Матве́евич Ку́кес (18 марта 1951, Харьков — 25 марта 2020, Москва) — советский, российский артист цирка; Народный артист России (2002).

## Биография
Родился 18 марта 1951 года в Харькове. В 1966—1970 годы учился в ГУЦЭИ. Более 50 лет работал в цирке, в том числе в цирке на Цветном бульваре и в Большом Московском цирке на проспекте Вернадского.
В последние годы работал директором музея театра «Уголок дедушки Дурова». Председатель правления Гильдии артистов циркового искусства.
Умер 25 марта 2020 года после тяжёлой и продолжительной болезни (в январе 2020 года был оперирован по поводу опухоли мозга). Похоронен на Миусском кладбище.

### Семья
Жена — Татьяна Леонидовна Кох (11.07.1954 — 20.03.2023), дочь заслуженной артистки РСФСР Клары Болеславовны Кох (1923—1982), внучка акробата и гимнаста Б. Ю. Кухаржа-Коха (1886—1967), племянница цирковой артистки Зои Кох. Наездница, иллюзионистка, народная артистка РФ (2002).
- Дочь — Мария Юрьевна Кох-Кукес (р. 30.07.1979, Москва), наездница, иллюзионистка; с 1992 работала в Большом Московском цирке на проспекте Вернадского; с 2008 руководит иллюзионным аттракционом «Лаборатория сумасшедшего профессора»[8].
  - Внучка — Полина Олеговна Кох-Кукес (р. 27.03.1999, Москва), режиссёр, ведущая артистка балета театра «Уголок дедушки Дурова».

## Творчество
В детстве выступал вместе с отцом Матвеем Александровичем (Алексеевичем) Кукесом (Дмитрий Матарди, 1915—?) в акробатическом номере, в 1970—1981 годы — с номером соло-жонглёр.
С 1981 года выступал с иллюзионным аттракционом вместе с Татьяной Кох. В 1990-е годы в течение 7 лет работал со своим аттракционом в Японии. Его манера выступления вызывала реакцию коллег: крылатое выражение «ходить как Кукес по манежу» подразумевало отсутствие танцевальной подготовки и особой «продажи» трюков. Тем не менее, аттракцион отличался качеством трюков, профессионализмом артисток балета и современностью их костюмов.
Гастролировал в Греции, Венгрии, Германии, Голландии, Казахстане, Украине.

### Роли в кино
| Год  |   | Название                 | Роль                                                  |
| ---- | - | ------------------------ | ----------------------------------------------------- |
| 1990 | ф | Убийство свидетеля       | Вадим Александрович (озвучивание — С. Н. Малишевский) |
|      | ф | Кио. За кулисами иллюзий | Имя персонажа не указано                              |

## Награды
- Заслуженный артист России (1992)[9][2].
- Медаль Императора Японии (1993, Фукуока) — за достижения в области искусства; награждён как лучший артист года[1][9].
- Народный артист России (2002)[1][2].

## Память
Документы 1970 года и некоторые фотографии Ю. М. Кукеса хранятся в РГАЛИ.

## Комментарии
1. ↑  В 2002 году аттракцион был удостоен Национальной премии Циркъ-2002[9].